# Екологія і релігія
Екологія і релігія, Енвайронменталізм і релігія — поява міждисциплінарної підгалузі в академічних дисциплінах релігієзнавства, релігійної етики, соціології релігії та теології, серед іншого, з основним акцентом на екологію та екологічні принципи.
Ця підгалузь (Religion and environmentalism) базується на розумінні того, що, за висловом ірано-американського філософа Сеїда Хосейна Насра, «екологічна криза — це, по суті, криза цінностей», і що релігії, будучи основним джерелом цінностей у будь-якій культурі, дотичні таким чином до рішень, які люди приймають щодо навколишнього середовища.
Історик Lynn Townsend White вперше висловив аргумент на лекції 1966 року перед Американською академією мистецтв і наук, опублікованій згодом у журналі Science, що західне християнство, десакралізувавши та експлуатуючи природу задля людських цілей, несе значний «тягар вини» за сучасну екологічну кризу. Есе Вайта стимулювало шквал відповідей, починаючи від захисту християнства і запереченнями і закінчуючи згодою з його аналізом.